# The Jam
Ne doit pas être confondu avec Jam session.
Pour les articles homonymes, voir Jam.
The Jam est un groupe de mod revival britannique, originaire de Woking, en Angleterre. 

## Biographie

### Formation et débuts (1972-1976)
The Jam naît de la rencontre entre Paul Weller et Steve Brooks en 1972, Weller ayant décidé de créer un groupe à la suite d'un concert de Status Quo. The Jam évolue d'abord en quatuor avec Paul Weller au chant et à la guitare rythmique, Steve Brookes à la guitare, Bruce Foxton à la basse et Rick Buckler à la batterie. Peu intéressés par les mouvements musicaux du début des années 1970 les quatre adolescents interprètent durant leurs concerts de vieux standards du rock 'n' roll américain popularisés par Chuck Berry ou Little Richard ainsi que des reprises des Beatles, Donavan et Bob Dylan. Peu après, Paul Weller découvre l'imagerie modernist et les premiers disques des Who, qui deviendront pour lui une influence majeure.
À la suite du départ de Brookes, The Jam devient par la force des choses un trio, le claviériste Bob Gray est ensuite recruté, mais il quitte le groupe pour s'installer au Canada en 1976. Le jeu mélodique du bassiste Bruce Foxton devient alors particulièrement important lors des concerts, tandis que Paul Weller chante tout en assurant les parties de guitare dans un style rageur qui le rapproche de guitaristes comme Pete Townshend ou Wilko Johnson. Finalement le trio Weller, Foxton, Buckler persistera tout au long de leur future carrière. La découverte des Sex Pistols constitue un second choc musical pour Weller, bien qu'il conserve en parallèle un goût prononcé pour la musique des artistes britanniques des années 1960 comme The Kinks ou The Small Faces, ainsi que pour le rhythm and blues et la soul des compagnies américaines Stax Records et Motown.

### Popularité (1977-1979)
Au début de l'année 1977, The Jam signe un contrat avec le label Polydor, qui édite In the City, leur premier album, dans le courant du mois de mai. La chanson In the City, dont le texte fait référence aux violences policières se rapprochant ainsi de l'esprit revendicatif des punks de l'époque, sera leur premier single. Il restera l'un de leurs morceaux les plus marquants et sera le premier d'une série ininterrompue de dix-huit singles à atteindre le top 40 britannique. Leur second single, l'inédit All Around the World, frise même le top 10 et préfigure déjà leurs succès à venir. Le groupe participe à sa première Peel session, diffusée en mai sur les ondes de la BBC Radio 1. Sorti à peine quelques mois plus tard, l'album This Is the Modern World renoue avec l'imagerie mod. Il reçoit un accueil plus froid que son prédécesseur de la part de la critique, qui lui reproche sa sortie précipitée. Weller lui-même considère ce disque comme le moins abouti de leurs albums.
Le groupe passe l'année 1977 sur la route, ratissant le Royaume-Uni, et passant également par le festival punk de Mont-de-Marsan (mais sans pouvoir jouer), puis à Paris, Malmö, Amsterdam, ainsi qu'aux États-Unis où une mini tournée de six dates passe par le CBGB's de New York et le Whisky A Go-Go de Los Angeles. Weller se ménage malgré tout quelques semaines de calme pour composer de nouveaux titres. Le premier à voir le jour est 'A' Bomb in Wardour Street, sur un single comprenant également David Watts, un classique des Kinks interprété par Foxton. Le son du groupe devient plus mûr mais Weller est toujours inspiré par les thèmes du quotidien, en particulier sur le single suivant, Down in the Tube Station at Midnight, chronique de la violence qui mine la jeunesse du Royaume-Uni, au travers notamment du mouvement Skinhead. Ces morceaux se retrouvent sur All Mod Cons, album édité en novembre 1978 et qui culmine à la 6e place des charts. Cet album est un tournant dans la carrière du groupe car il mêle des influences punk rock, pop sixties, folk rock et même psychédéliques. En août, The Jam est à l'affiche du festival de Reading avant de repartir sur les routes durant la seconde moitié de l'année [réf. nécessaire].
Durant la première moitié de l'année 1979 The Jam se produit en France et en Allemagne, puis découvre le Canada à l'occasion d'une nouvelle tournée sur le continent américain. En novembre, le single Eton Rifles confirme leur notoriété sur leurs terres en obtenant la 3e place au classement des meilleures ventes. Il annonce un nouvel album, Setting Sons. Le son du trio s'est alors enrichi de cuivres et de claviers. Le succès est toujours massif au Royaume-Uni, et mitigé aux États-Unis, où le disque se classe 137e au Billboard 200.

### Apogée et séparation (1980-1982)
La sortie du single Going Underground en mars 1980 marque l'apogée du groupe, le disque étant immédiatement catapulté à la première place des charts, performance rééditée en août par Start!, dont la ligne de basse rappelle Taxman figurant sur l'album Revolver des Beatles. Au Royaume-Uni la popularité du groupe est telle que les disques sortis en Europe continentale et uniquement disponibles en import, comme That's Entertainment, figurent malgré tout dans les charts britanniques. Après avoir donné une quinzaine de concerts aux États-Unis au printemps le groupe se produit pour la première fois au Japon durant l'été 1980. La plupart des autres dates sont consacrées au Royaume-Uni, à l'exception de quelques apparitions sur le continent.
L'album Sound Affects est publié en novembre 1980. Second du classement des ventes au Royaume-Uni, il atteint la 72e place aux États-Unis. Paul Weller explique s'être inspiré de Revolver des Beatles et de Off the Wall de Michael Jackson. La plupart des chansons rappellent l'ère Revolver comme Monday, Man in the Corner Shop, et l'acoustique That's Entertainment. That's Entertainment atteint la 21e place des classements, et est même classé dans la liste des 500 meilleures chansons de tous les temps par le magazine Rolling Stone.
Fin 1981, The Jam arrive en tête du récapitulatif de fin d'année publié par le magazine NME. En mars 1982 l'album The Gift décroche la première place du classement des ventes au Royaume-Uni et reste présent dans le hit parade durant six mois. Town Called Malice est leur troisième single à atteindre la première place des charts. L'influence du rhythm and blues et de la soul se fait sentir dans les compositions de Paul Weller, en particulier sur The Bitterest Pill (I Ever Had To Swallow), éditée en single en septembre (no 2 au Royaume-Uni). The Jam annonce sa séparation à la fin de l'année 1982, leur dernier single Beat Surrender entre directement à la première place du hit parade britannique. Après une nouvelle tournée mondiale The Jam donne ses derniers concerts au Royaume-Uni lors de l'hiver 1982, jouant notamment au stade de Wembley cinq soirs de suite, du 1er au 5 décembre. Le dernier concert a lieu le 11 décembre 1982 au Conference Centre à Brighton.
Leur album live Dig the New Breed, dernier témoignage de leur popularité, se classe second du classement des ventes.

### Après séparation (1983-2006)
Par la suite, Paul Weller forme The Style Council en compagnie de Mick Talbot ; leur pop sophistiquée leur permet encore de prétendre au Top 10, mais leur popularité ne sera jamais comparable à celle de The Jam et s'étiole progressivement. Au début des années 1990, Weller entame une carrière solo. Après avoir réalisé un album en 1984, le bassiste Bruce Foxton intègre les Stiff Little Fingers en remplacement d'Ali McMordie ; il restera membre du groupe irlandais jusqu'en 2006. Le batteur Rick Buckler fait brièvement partie de Time UK, avant de se consacrer à la restauration de meubles anciens. Il effectue son retour en 2005 avec The Gift, ce qui lui permet après un quart de siècle de rejouer sur scène certains morceaux de The Jam.
Au fil des années l'intérêt du public britannique pour leur musique ne se dément pas. La compilation Snap! parue en septembre 1983 sous la forme d'un double-album atteint la 2e place du classement des meilleures ventes au Royaume-Uni. Une version abrégée sera leur premier disque édité au format disque compact, avant les premières rééditions CD de leur catalogue à partir de la fin des années 1980. En 1991 The Jam - Greatest Hits se classe également 2e au Royaume-Uni, la compilation Extras, rassemblant faces-B et démos, est éditée l'année suivante et se classe 15e. Durant la seconde moitié des années 1990 le mouvement Britpop met en avant l'héritage des années 1960 comme l'avait fait Paul Weller vingt ans auparavant, et des groupes comme Blur ou Oasis suscitent des comparaisons avec The Jam ; Paul Weller se voit d'ailleurs qualifié de « Modfather ». Le coffret Direction Reaction Creation sorti en 1997, compilant les albums studio du trio ainsi qu'un disque d'inédits, se hisse malgré son format à la huitième place des charts britanniques.
En 2002, les auditeurs de la station Virgin Radio classent The Jam à la 5e place parmi les cent meilleurs artistes britanniques de tous les temps, mais malgré leur popularité toujours importante, et diverses rumeurs de reformation, l'espoir d'un retour reste très mince. Paul Weller a une nouvelle fois déclaré en 2006 sur les ondes de BBC Radio 6 Music que cela ne se produirait probablement jamais : « Il faudrait que moi et mes enfants en soyons réduits à vivre dans le caniveau avant que je puisse envisager cette possibilité. »

### From the Jam (depuis 2007)

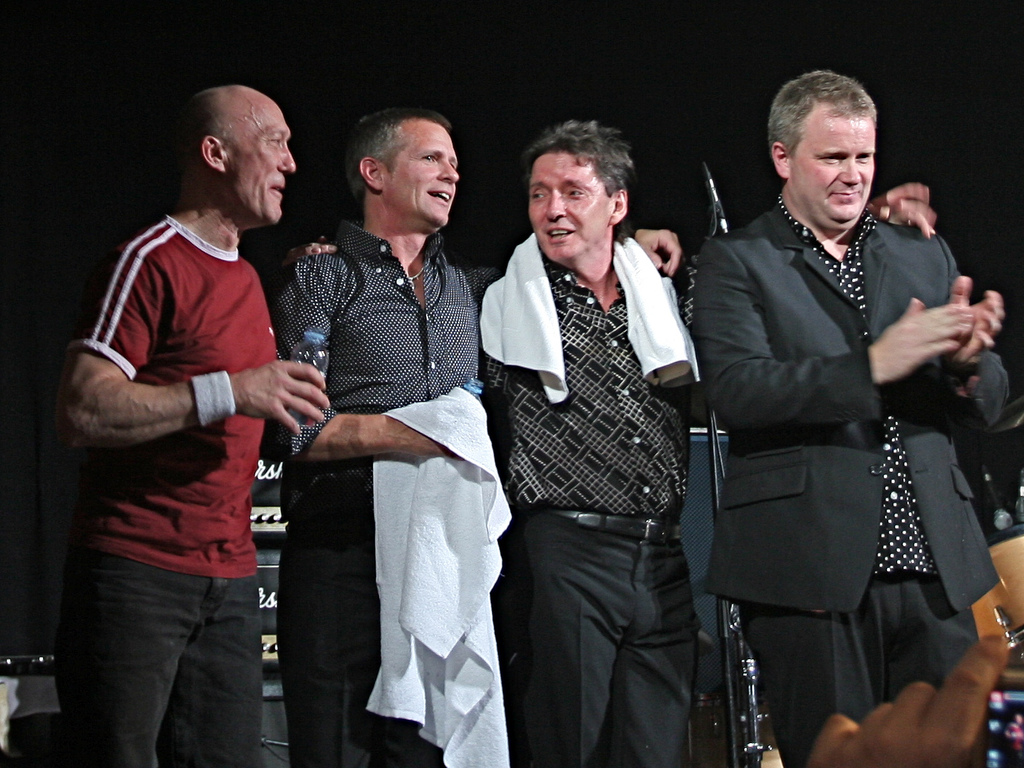
From The Jam, lors d'un concert à Barcelone, en 2007.

Dans un communiqué officiel en 2007, Foxton et Buckler annoncent un nouvel album et une tournée à venir. Weller n'y participe pas, exprimant clairement son manque de motivation vis-à-vis d'une reformation. Sous le nom de From the Jam, ils jouent au Royaume-Uni à la fin 2007, terminant par un concert au Brighton Centre le 21 décembre 2007 pour marquer les 25 ans de leur dernier concert. En février 2008, ils jouent en Amérique du Nord, dans des villes comme Los Angeles, San Francisco, Vancouver, Toronto, Chicago et New York. En mars 2008, ils tournent en Australie et en Nouvelle-Zélande – une première pour Foxton et Buckler.
Le 13 avril 2015, une exposition intitulée The Jam: About the Young Idea organisée par la sœur de Paul Weller, Nicky Weller a lieu du 26 juin au 31 août 2015 au Somerset House de Londres. Elle réunit pour la première fois Weller et Foxton (Buckler n'ayant pas souhaité y assister), la famille Weller et l'archiviste Den Davis qui participe spécialement à ce concert. Cette exposition est un véritable succès et s'étend même jusqu'au 27 septembre 2015.
Le 19 février 2025 Weller et Foxton annoncent la mort de Buckler.

## Membres

### The Jam
Formation classique
- Paul Weller – chant, guitare solo, basse, claviers, chœurs
- Rick Buckler – batterie, percussions
- Bruce Foxton – chant, basse, guitare rythmique, chœurs

Autres membres
- Steve Brookes – guitare solo (1972–1976)
- Dave Waller – guitare rythmique (1972–1973)

Autres membres
- Tracie Young – chœurs sur Beat Surrender
- Jennie Matthias (The Belle Stars) duo de chant sur The Bitterest Pill (I Ever Had to Swallow)
- Peter Wilson – piano, batterie, claviers
- Steve Nichol – trompette
- Luke Tunney – trompette
- Martin Drover – trompette
- Keith Thomas – saxophone, soprano
- Afrodiziak – chœurs
- Russell Henderson – steel drums

### From the Jam
Membres actuels
- Bruce Foxton – chant, basse (depuis 2007)
- Russell Hastings – chant, guitare (depuis 2007)
- Steve Barnard – batterie, percussions (depuis 2013)

Anciens membres
- Rick Buckler – batterie, percussions (2007–2009)
- David Moore – claviers, guitare (2007–2009)
- Mark Brzezicki – batterie, percussions (2009–2013, 2015)

Autres membres
- Paul Weller - sur Back in the Room
- Steve Norman - sur Back in the Room
- Steve Cropper - sur Back in the Room
- Wilko Johnson - sur Smash the Clock
- Simon Townshend - guitare ; en tournée occasionnelle
- Tom Van Heel - claviers, guitare ; en tournée occasionnelle

## Discographie

### Albums studio
- 1977 : In the City
- 1977 : This is the Modern World
- 1978 : All Mod Cons
- 1979 : Setting Sons
- 1980 : Sound Affects
- 1982 : The Gift

### Singles
- 1977 : In the City
- 1977 : All Around the World
- 1977 : The Modern World
- 1978 : News of the World
- 1978 : David Watts /'A' Bomb In Wardour Street
- 1978 : Down in the Tube Station at Midnight
- 1979 : Strange Town
- 1979 : When You're Young
- 1979 : The Eton Rifles
- 1980 : Going Underground / Dreams of Children
- 1980 : Start!
- 1981 : That's Entertainment
- 1981 : Funeral Pyre
- 1981 : Absolute Beginners
- 1982 : Town Called Malice / Precious
- 1982 : Just Who Is The Five O'Clock Hero
- 1982 : The Bitterest Pill (I Ever Had To Swallow)
- 1982 : Beat Surrender

### Compilations, concerts et divers
- 1982 : Dig The New Breed (concert, Polydor)
- 1983 : Snap! (compilation, Polydor)
- 1991 : The Jam - Greatest Hits (compilation, Polydor)
- 1992 : Extras: A Collection of Rarities (compilation, Polydor)
- 1993 : Live Jam (concert, Polydor)
- 1996 : The Jam Collection (compilation, Polydor)
- 1997 : Direction Reaction Creation (coffret, Polydor)
- 1997 : The Very Best Of The Jam (compilation, Polydor)
- 2001 : The Jam 45rpm the Singles 1977-79 (coffret, Polydor)
- 2001 : The Jam 45rpm the Singles 1980-82 (coffret, Polydor)
- 2002 : The Sound Of The Jam (compilation, Polydor)
- 2002 : The Jam at the BBC (concert, Polydor)
- 2002 : The Complete Jam (DVD, Polydor)
- 2015 : The Very Best of the Jam About The Young Idea (compilation, Polydor)
- 2015 : Fire and Skill (concert, Polydor)